# Fanfare Ciocărlia

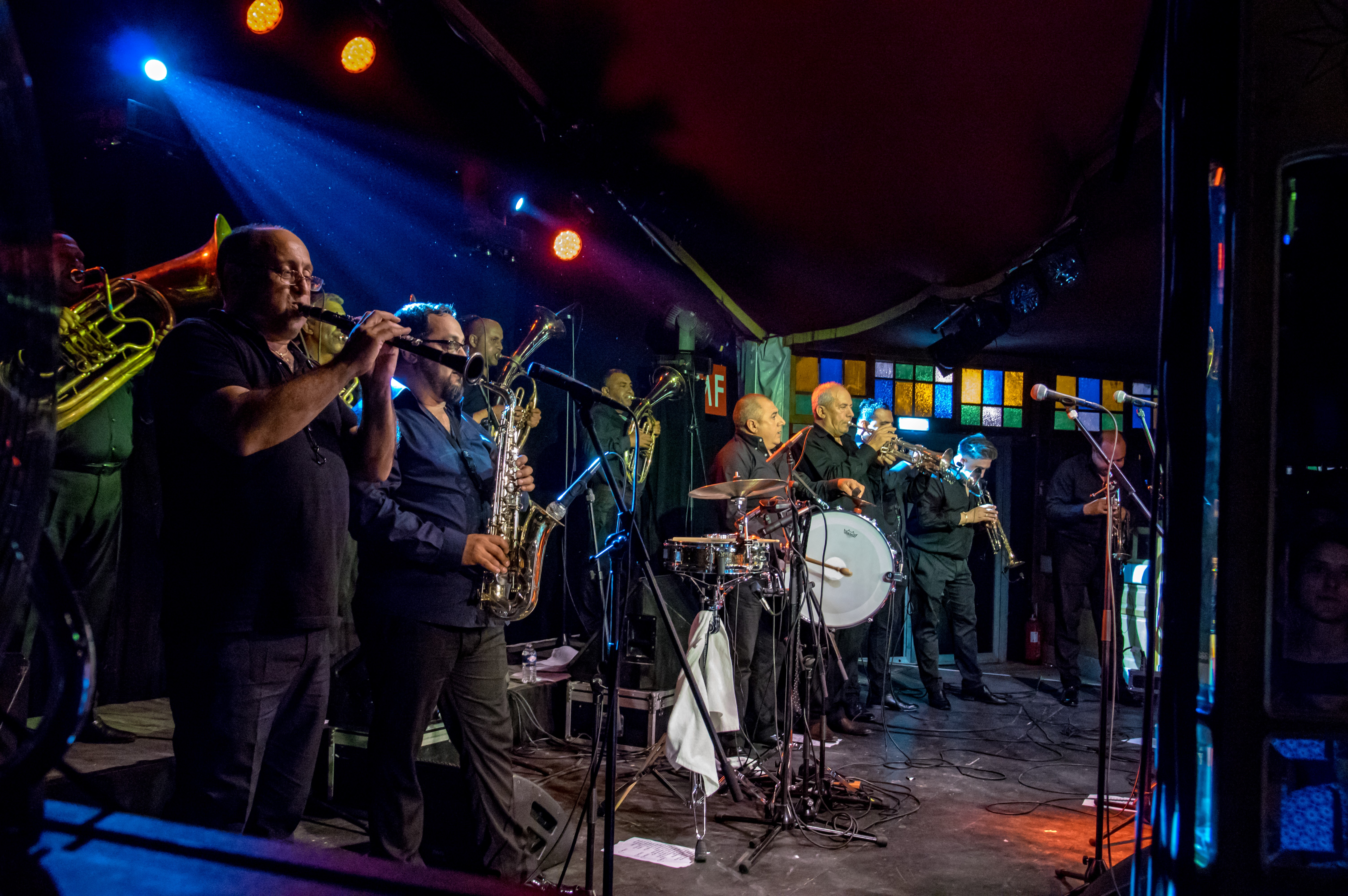
Fanfare Ciocarlia, Zelt-Musik-Festival 2017 i Freiburg im Breisgau, Tyskland

Fanfare Ciocărlia är ett tolvmannaband från byn Zece Prăjini i nordöstra Rumänien. De startade som ett löst sammansatt gäng som spelade på bröllop och dop, men år 1996 upptäcktes de av Henry Ernst som övertalade några av medlemmarna att samla ihop ett band för en turné. 

## Diskografi

### CD
- Radio Paşcani (1998)
- Baro Biao - World Wide Wedding (1999)
- Iag Bari - The Gypsy Horns From The Mountains Beyond (2001)
- Gili Garabdi - Ancient Secrets of Gypsy Brass (2005)
- Queens and Kings (2007)
- LIVE! (2009)
- Balkan Brass Battle (2011) med Boban & Marko Marcovic Orkestar

### DVD
- Gypsy Brass Legends - The Story of the Band (2004)

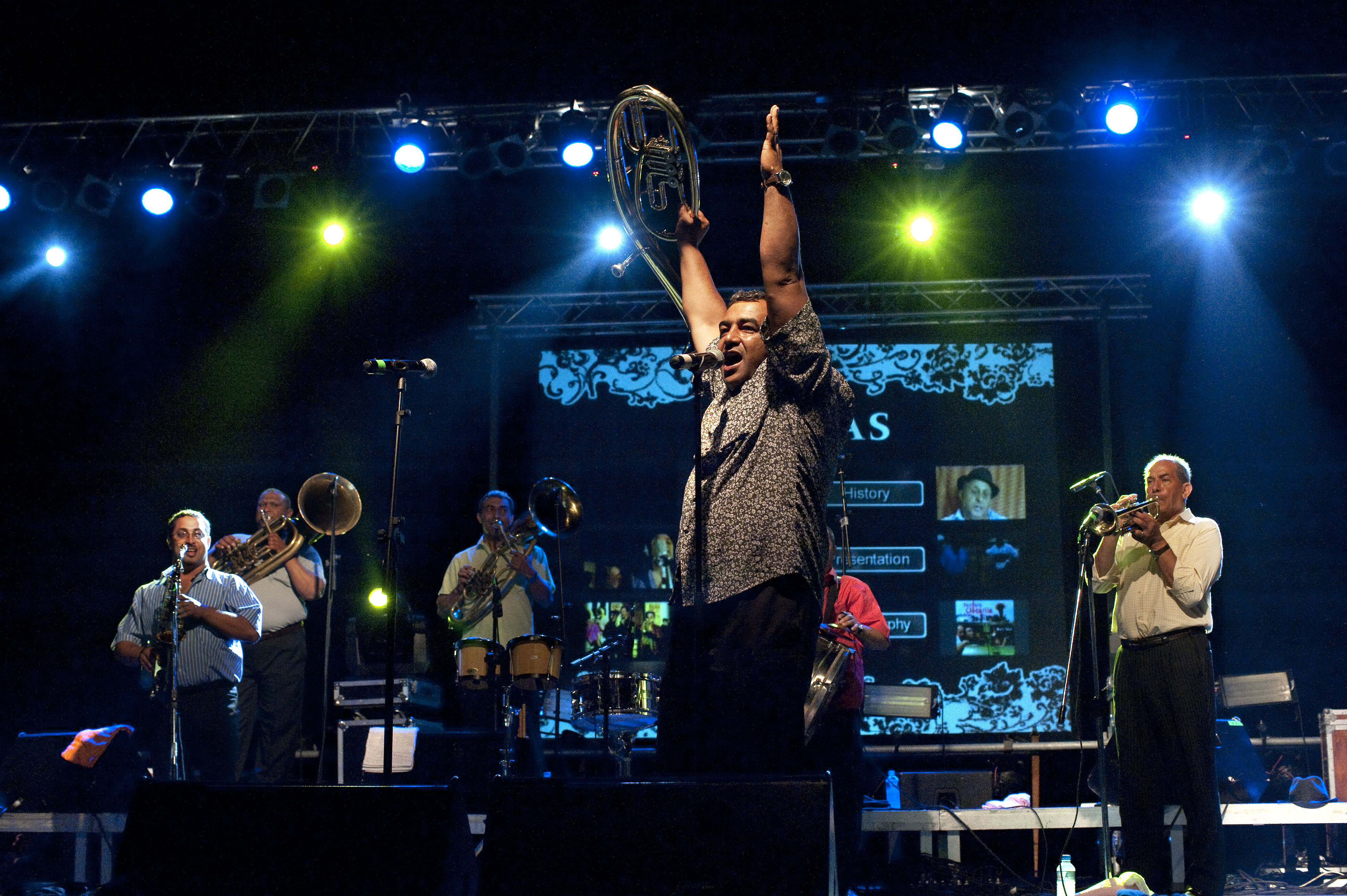
Fanfare Ciocărlia spelar i Aten den 27 juni 2009
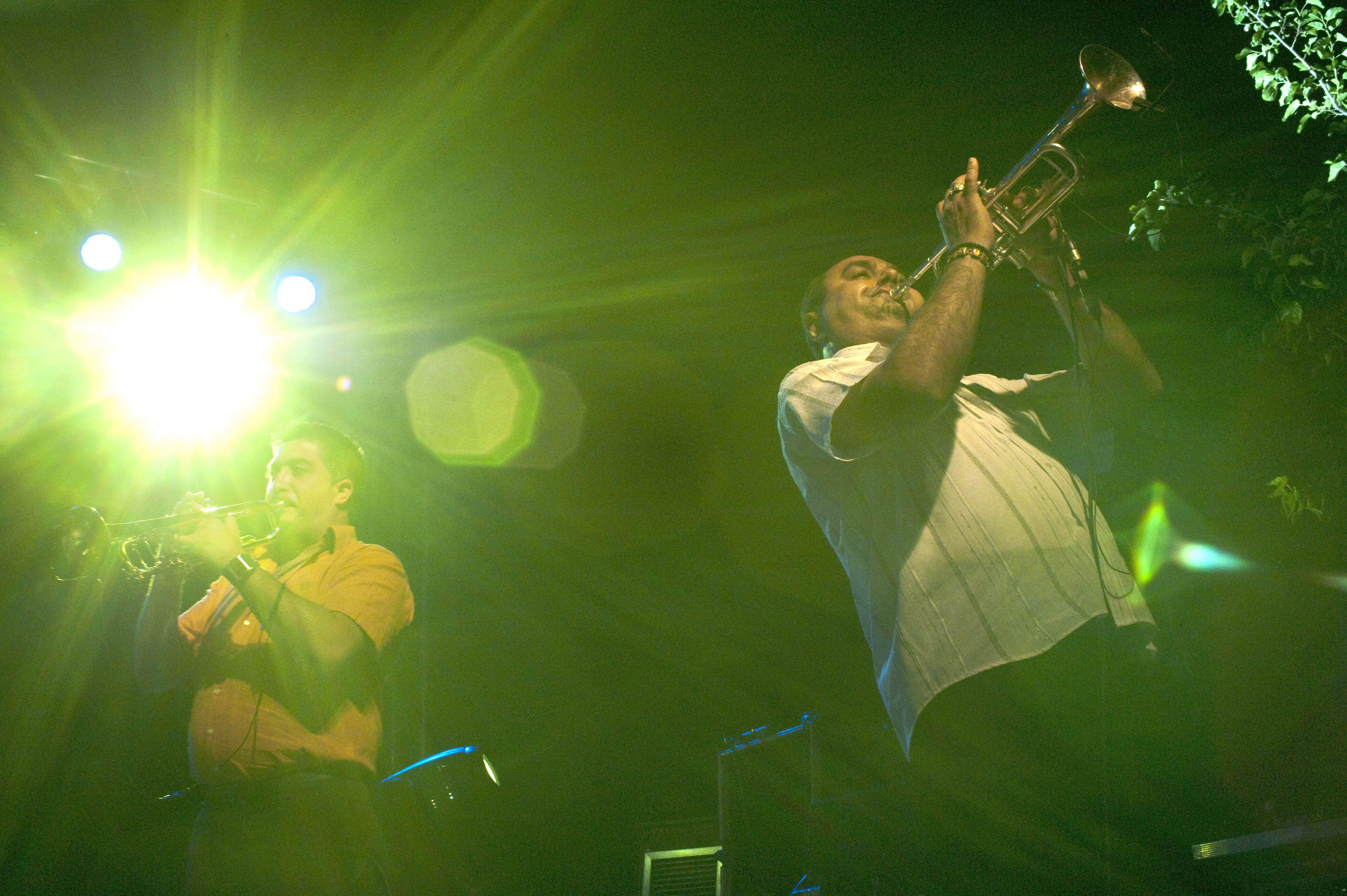
Fanfare Ciocărlia spelar i Aten den 27 juni 2009
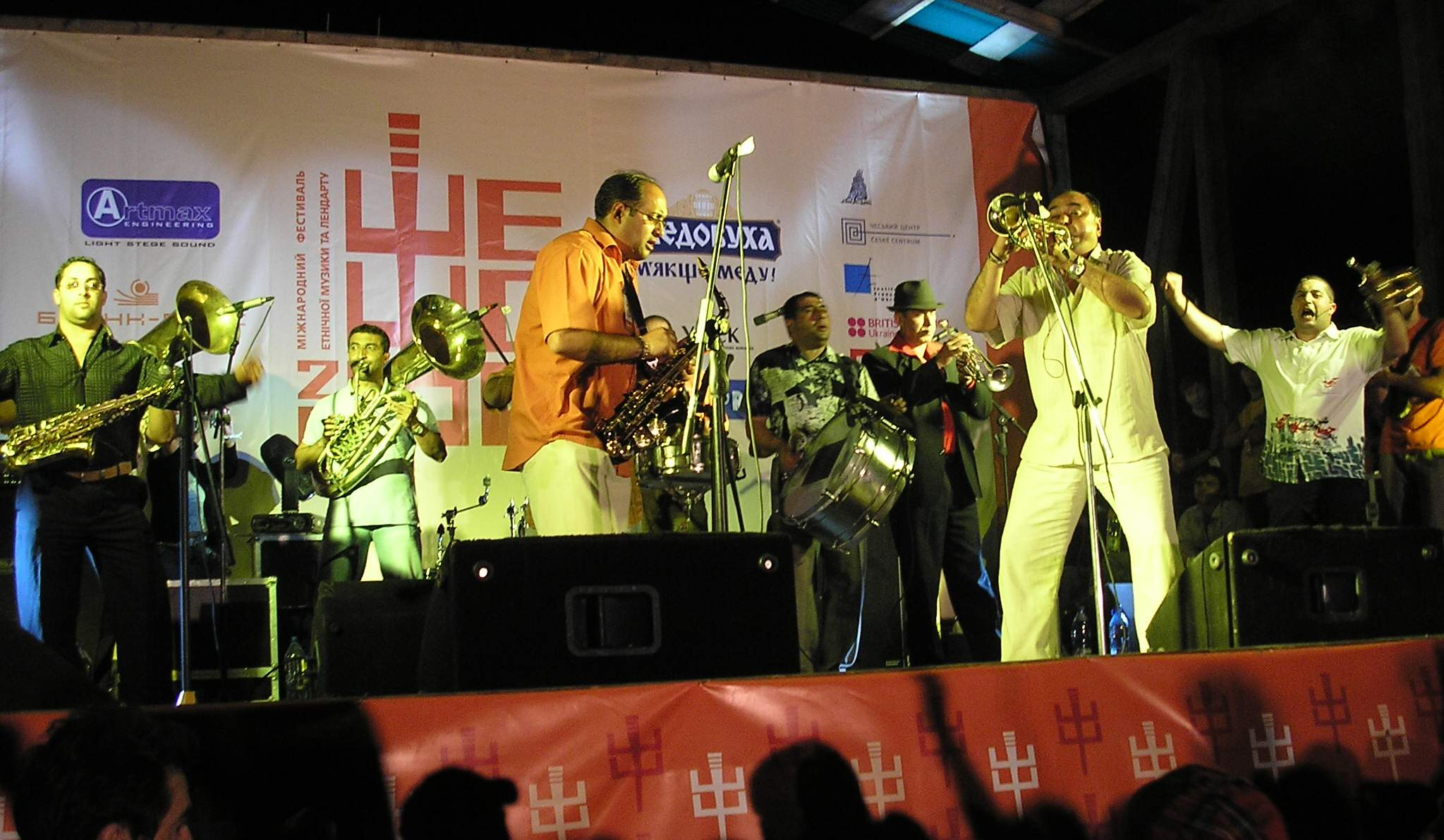
Fanfare Ciocărlia på den internationella Sheshory-festivalen i Ukraina